# چسارا
چسارا (به ایتالیایی: Cesara) یک کومونه در ایتالیا است که در استان وربانو-کوزیو-اوسولا واقع شده‌است.

## خصوصیات
چسارا ۱۱٫۳ کیلومترمربع مساحت و ۶۱۷ نفر جمعیت دارد و ۴۹۹ متر بالاتر از سطح دریا واقع شده‌است.